# مكتبة كارنيجي الحرة
مكتبة كارنيجي الحرّة (بالإنجليزية: Carnegie Free Library of Allegheny)‏ هي مكتبة ثقافيّة وسياحيّة في حي ليجني في بيتسبرغ، بولاية بنسلفانيا. تُعتبر هذه المكتبة أول فرع لمكتبة كارنيجي الرئيسسّة في الولايات المتحدة، وقد تمَّ التبرع به للجمهور من قِبل رجل الأعمال أندرو كارنيجي. بُنيت من عام 1886 إلى عام 1890 بتصميمٍ من قِبل جون إل سميثماير وبول جيه بيلز. بُنيت المكتبة والمستنبت الموسيقي من الجرانيت الأحمر والرمادي من ولاية ماين. تكلَّفَ بالمقاولة فينالهافن (بالإنجليزية: Vinalhaven)‏ بينما تكلَّفت شركةُ بودويل جرانيت (بالإنجليزية: Bodwell Granite)‏ في ولاية مين بأمور أخرى حيثُ قامت بتأثيث الجرانيت للأعمال العامة الكبرى بما في ذلك مبنى وزارة الخارجية والحرب والبحرية في واشنطن العاصمة، والذي يُسمَّى الآن مبنى المكتب التنفيذي في أيزنهاور.
لم تفتح حتى عام 1890 مما يجعلها ثاني مكتبة كارنيجي تُفتح، أما المكتبة الأولى فقد افتُتحت في برادوك، وهي التي بنيت لعمال الصلب في برادوك، على بعد 9 أميال من نهر مونونجاهيلا من بيتسبرغ. يضمُّ المبنى أيضًا أول قاعة موسيقى كارنيجي في الولايات المتحدة، لكنّ قاعة الموسيقى هذه في مكتبة برادوك لم تُفتَح حتى عام 1893. تم تغطية تكاليف التشغيل من الضرائب المحلية على عكس مكتبة كارنيجي في برادوك، التي تلقَّت هبة من كارنيجي. بعد صاعقة منتصف العقد الأول من القرن الحادي والعشرين، تم نقل المكتبة إلى مبنى جديد على بعد بضعة مبانٍ شمالًا في شارع فيدرال. بعد هذه الخطوة، كان مسرح نيو هازليت (بالإنجليزية: New Hazlett)‏ هو المستأجر الأساسي. في أبريل 2019، افتتح متحف الأطفال في بيتسبرغ، وقد كان بمثابة مساحة عمل للشباب الذين تزيد أعمارهم عن 10 أعوام. أُدرجَت هذه المكتبة في السجل الوطني للأماكن التاريخية عام 1974.

## معرض الصور

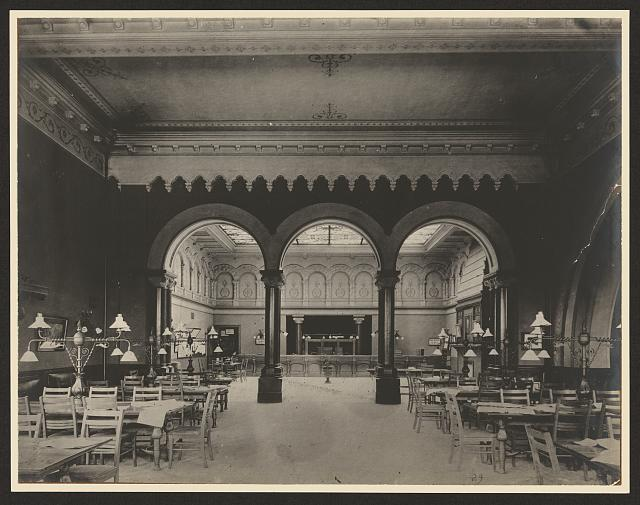
غرفة القراءة، كاليفورنيا. 1900
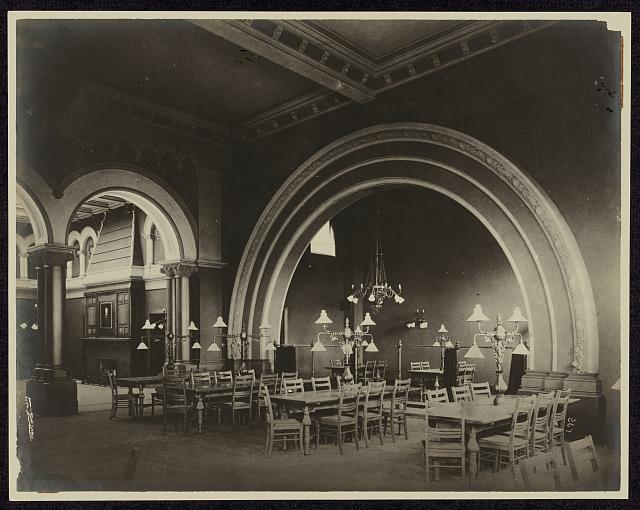
غرفة القراءة النسائية، كاليفورنيا. 1900
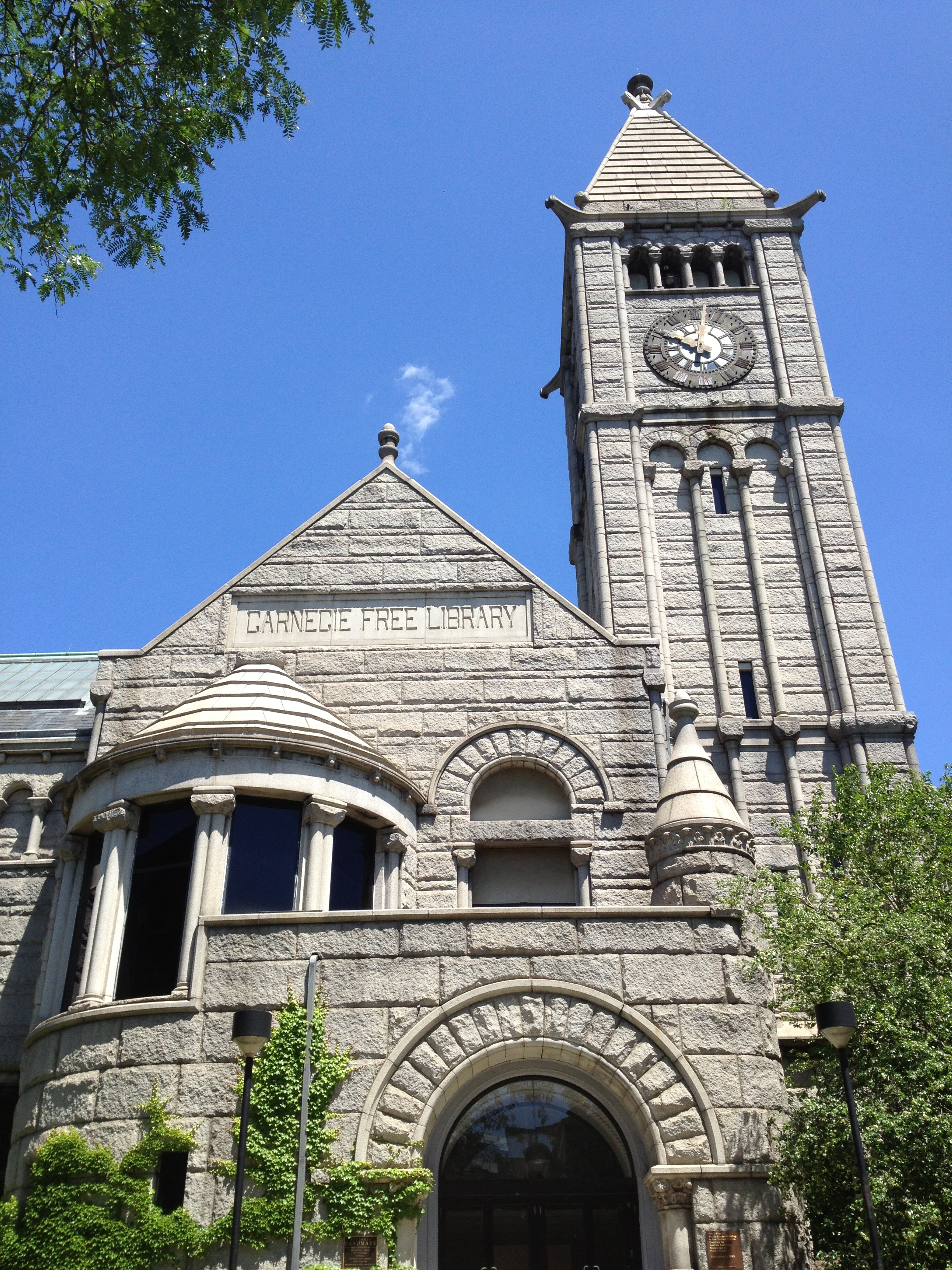
مدخل المكتبة
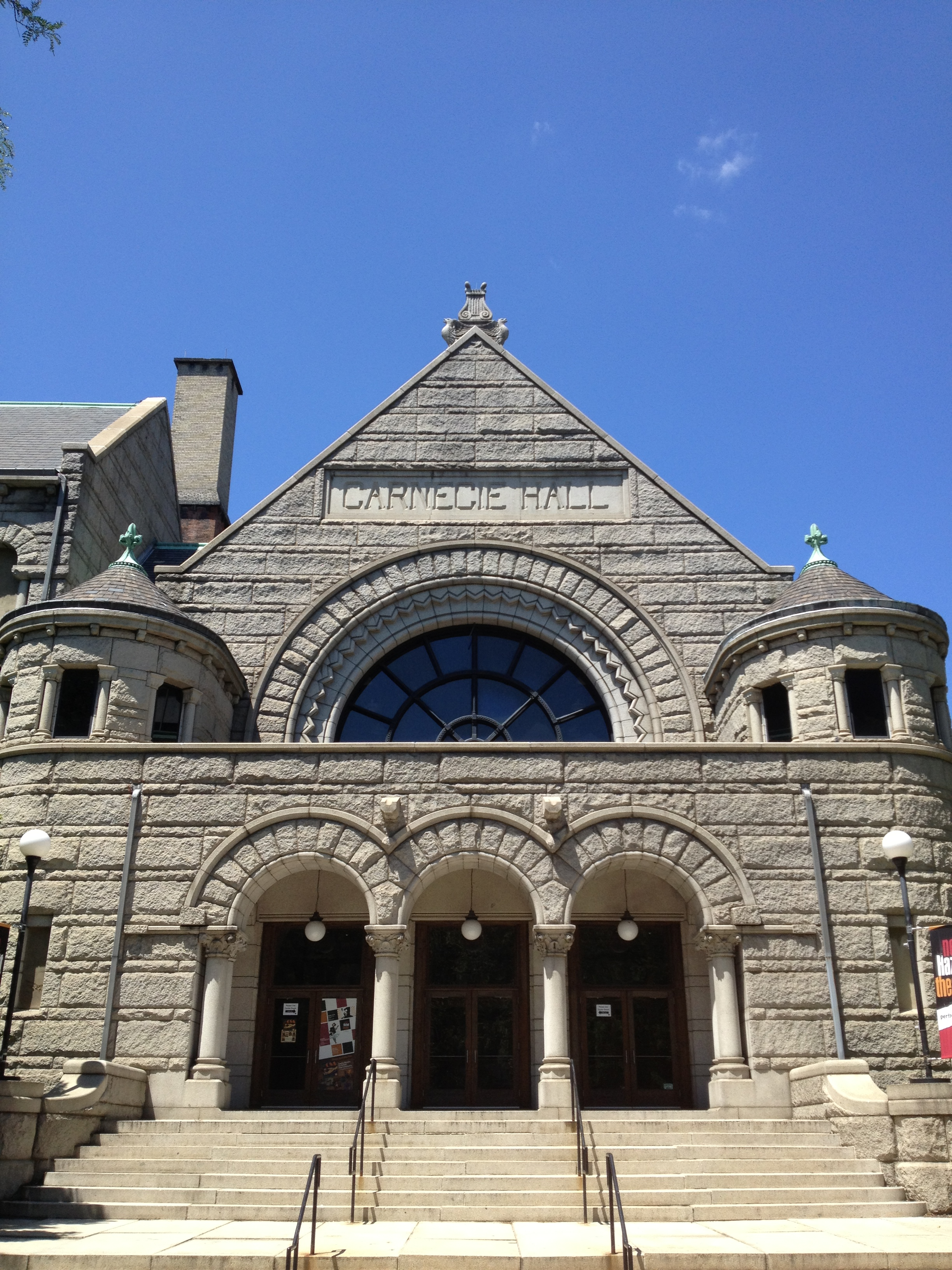
مدخل قاعة كارنيجي (مسرح هازليت الجديد في الوقتِ الحالي)
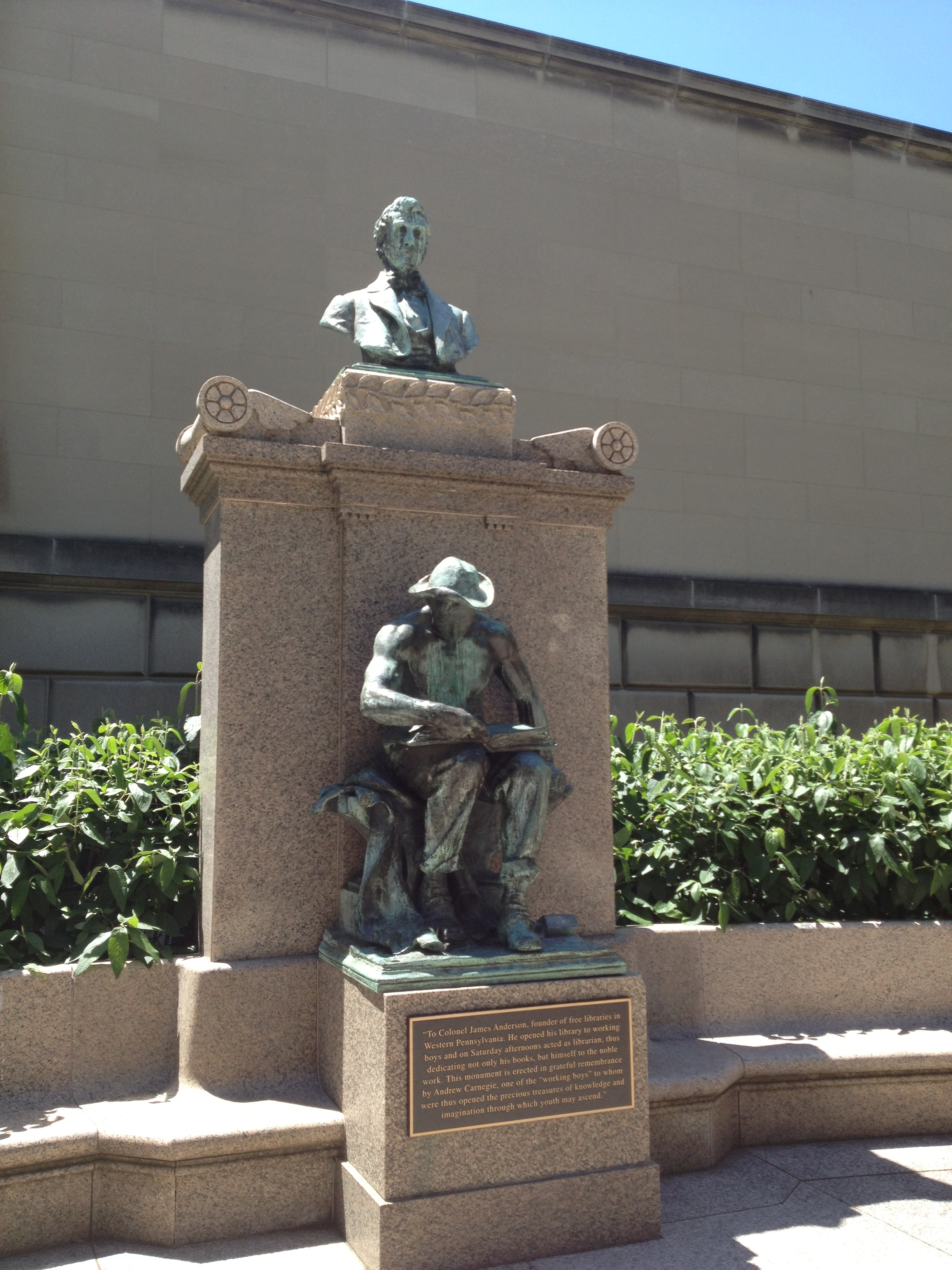
نصب تذكاري للعقيد جيمس أندرسون الذي ألهمَ كارنيجي للتبرع بمكتبات مجانية